# Bresdon
Bresdon là một xã trong tỉnh Charente-Maritime Charente-Maritime trong vùng Nouvelle-Aquitaine, tây nam nước Pháp. Xã Bresdon nằm ở khu vực có độ cao trung bình 81 mét trên mực nước biển.